# Бахтияр Канкаев
Бахтиар Канкаев (тат. Бәхтияр Канкаев, иногда Бахтияр Канаев или Каныкаев; даты рождения и смерти неизвестны) — татарский военный деятель, один из сподвижников Е. И. Пугачёва в Крестьянской войне в России 1773—1775 годов, «главный полковник», волостной старшина в Казанской губернии.

## Ранняя жизнь
О жизни Канкаева до его участия в Крестьянской войне почти нет сведений. Известно, что он проживал в деревне Ока Кущинской волости Сибирской дороги и принадлежал к субэтносу мишаров, хотя относительно этнической принадлежности Бахтияра (равно как и его роли в Крестьянской войне) имеют место некоторые споры.

## Участие в Крестьянской войне 1773—1775 годов
В декабре 1773 года Бахтиар Канкаев примкнул к войскам Пугачёва и организовал восстание в восточном Татарстане, на правобережье Камы. В январе 1774 г. Канкаев вошёл в подчинение Ивана Чики-Зарубина, попавшего в плен 26 марта 1774 г.. В июне 1774 года, по предписанию Пугачёва, Канкаев создал отряды для пополнения главной повстанческой армии. На протяжении войны Канкаев действовал в Кунгурском, Уфимском и Казанском уездах, а также в Красноуфимской крепости, активно занимался мобилизацией людей в северных башкирских землях. Точная дата получения им звания «полковника» тоже доподлинно неизвестна.
Выполняя приказы Пугачёва, Канкаев обеспечивал продвижение его войска от Красноуфимска к Казани, пополнял его резервами, вёл разведку, наводил мосты, охранял речные переправы. Энергичные действия Канкаева создали благоприятную обстановку для продвижения пугачёвских сил вдоль Камы с последующим взятием Казани. В середине июля, когда развернулись бои под Казанью, охранял тылы пугачёвского войска, вёл арьергардные бои с карательными командами. После поражения пугачёвских войск под Казанью (12—15 июля 1774) и отхода их остатков на правый берег реки Волги Бахтияр со своими людьми отошёл к побережью Камы, где действовал ранее, и продолжал борьбу до конца июля 1774 года. В августе того же года, после затяжных боёв, Канкаев с остатками своей армии потерпел поражение под Рыбной Слободой, после с несколькими оставшимися с ним людьми бежал и пропал без вести. Его розыски не дали результатов, и дальнейшая судьба Канкаева неизвестна.
В архивных заготовках Пушкина к «Истории Пугачёва» имеются два подлинных документа из ставки Пугачёва от 13 июня 1774 года, в которых речь идёт о Бахтиаре:
- Указ Пугачёва Бахтиару Канкаеву и походному старшине Ермухаммету[комм. 4], предписывающий им набирать людей — русских и башкир — для пополнения «Большой армии», а самим крепко «стоять против злодеев и искоренять противящихся».
- Подорожная грамота, выданная повстанческой Военной коллегией есаулу Салиху Наврузову, посланному с тремя казаками к Бахтиару с упомянутым выше пугачёвским указом[9].

## В искусстве
- Историческая драма «Бахтияр Канкаев» Т. А. Миннуллина, 1974.

## Комментарии
1. ↑  В другой транскрипции: Ака.
2. ↑  По другой версии: у деревни Зюри.
3. ↑  Можно предположить, что эти уникальные документы попали к Пушкину от лицейского его приятеля М. Л. Яковлева, который в начале 1830-х годов состоял членом комиссии сенатора С. Ф. Маврина, разбиравшей в Петербургском архиве старых дел материалы Казанской секретной комиссии.
4. ↑  Ермухаммет Кадырметев, он же Яркей Мухамет Кадерметев (1721 — не ранее 1776) — ясачный татарин деревни Ижболдиной Казанского уезда. В октябре 1773 года поступил писарем в отряд Бахтиара Канкаева. Участвовал в боевых действиях в Закамье и Прикамье. Дослужился до походного старшины.